# Raúl Iberbia
Raúl Alejandro Iberbia (Carmen de Areco, 25 dicembre 1989) è un ex calciatore argentino, di ruolo difensore.

## Carriera
Ha giocato nella massima serie dei campionati argentino e brasiliano.

## Palmarès

### Club

#### Competizioni internazionali
- Coppa Libertadores: 1

Estudiantes (LP): 2009

#### Competizioni nazionali
- Campionato argentino: 1

Estudiantes (LP): Apertura 2010

#### Competizioni statali
- Campionato Paranaense: 1

Coritiba: 2013